# Science Center Spectrum

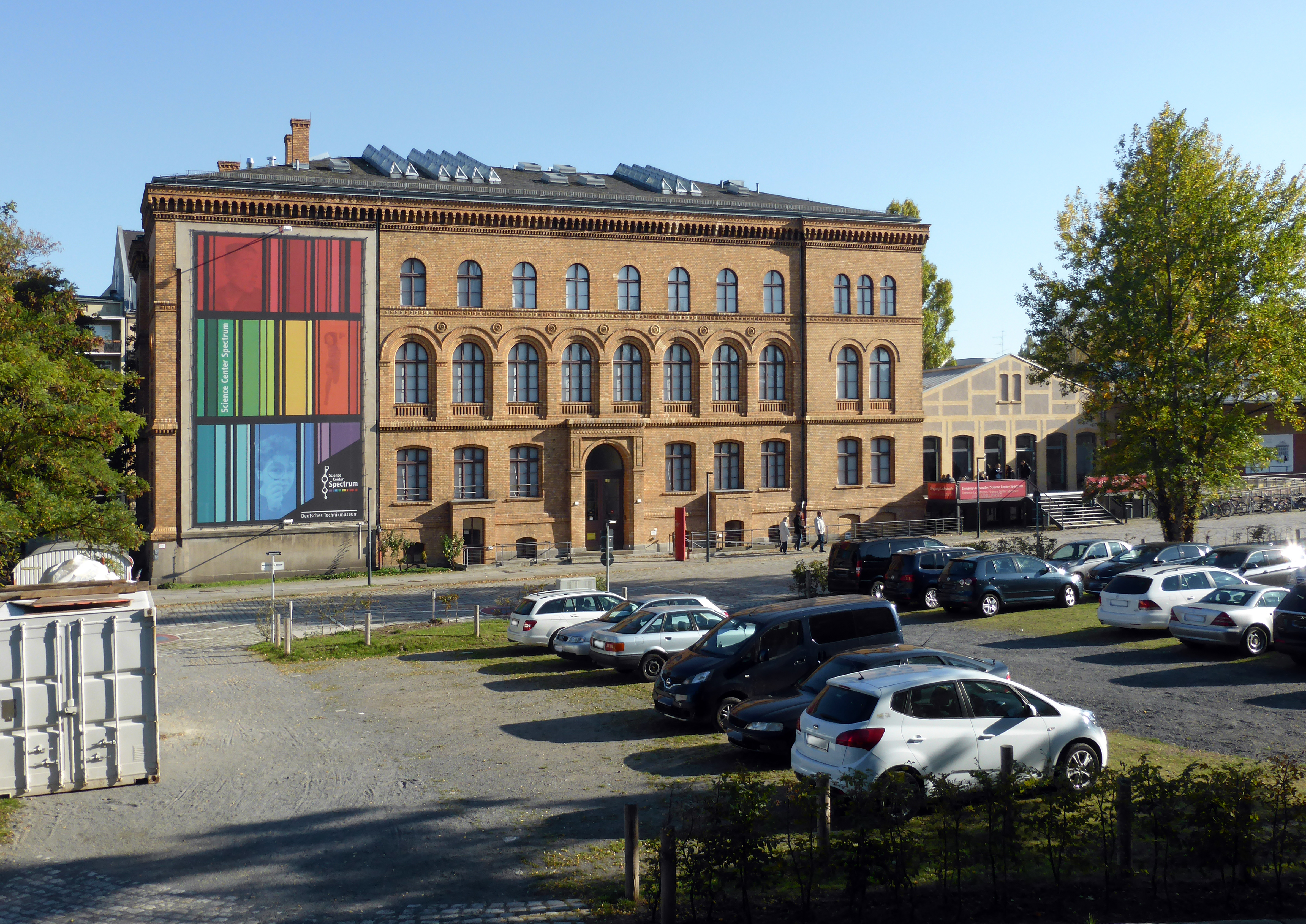
Science Center Spectrum im ehemaligen Verwaltungsgebäude des Anhalter Güterbahnhofs

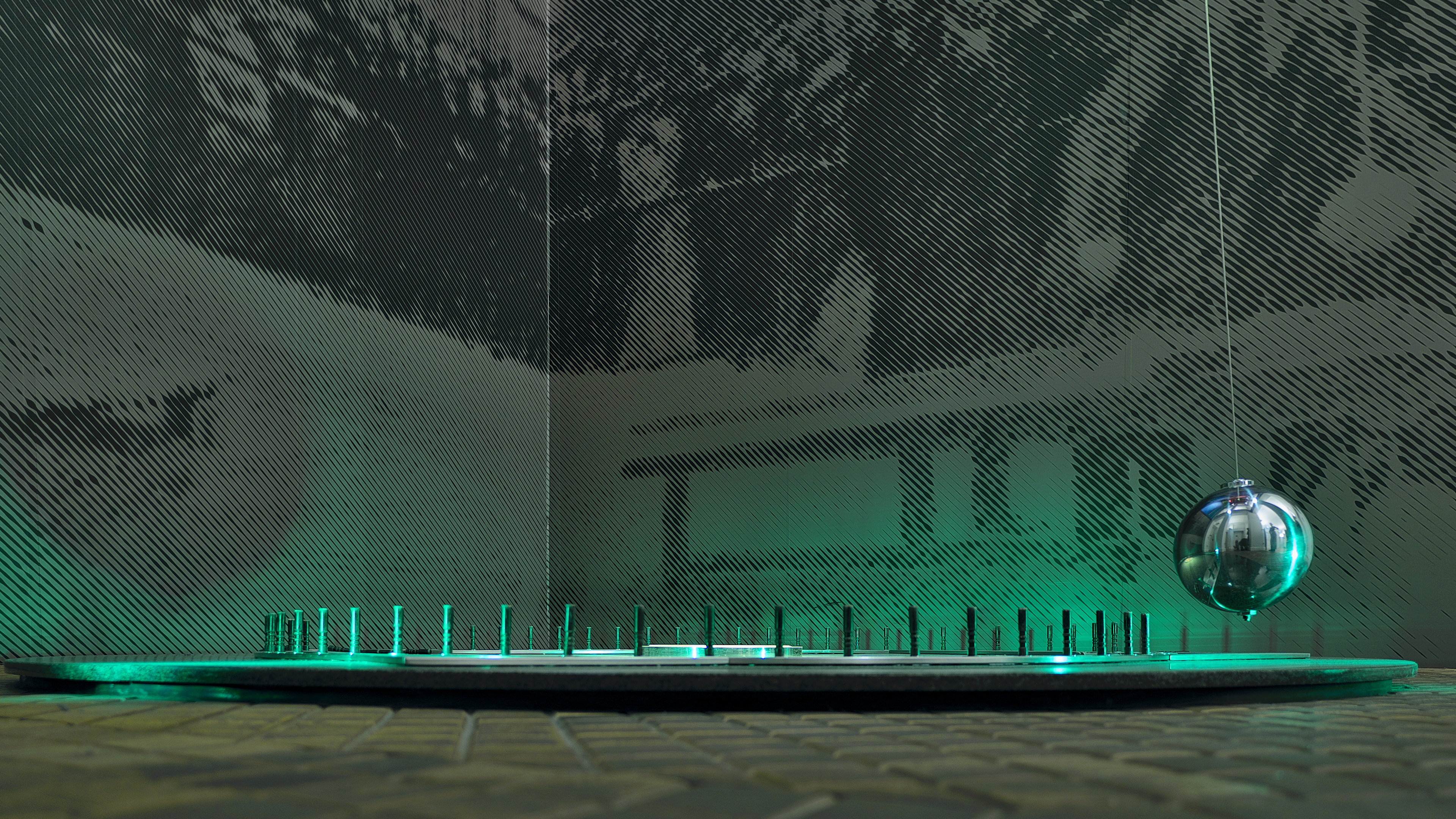
Foucaultsches Pendel im Treppenhaus des Science Center Spectrum des Deutschen.Technikmuseums in Berlin

Das Science Center Spectrum ist ein Hands-on-Museum der Stiftung Deutsches Technikmuseum Berlin. Es befindet sich auf dessen östlichem Gelände in der Möckernstraße 26 im Berliner Ortsteil Kreuzberg. Vor dem Zweiten Weltkrieg war das 1874 errichtete denkmalgeschützte Haus Verwaltungsgebäude des Anhalter Güterbahnhofs. Das Spectrum ist das erste Science Center, das in Deutschland nach dem Krieg entstand. Die Zahl der Exponate beträgt rund 150, verteilt auf 1400 m² Ausstellungsfläche.

## Geschichte
Mehrere Quellen spielten beim Aufbau des Science Centers Spectrum eine Rolle. Der Gründungsdirektor Günther Gottmann ergänzte die von der Berliner Kulturverwaltung mit Hilfe von Experten zuvor ausgearbeiteten Pläne durch eine Abteilung, in der Besucher selbst experimentieren sollten. Da es zu dieser Zeit in Deutschland und nicht einmal in Europa entsprechende Vorbilder gab, wurde eine Exkursion zum Exploratorium in San Francisco notwendig. Dieses Science Center hatte der Physiker und Pädagoge Frank Oppenheimer 1970 gegründet. Die Exkursion fand im Februar 1982 statt. Unmittelbar danach wurde mit dem Bau von Hands-on-Experimenten begonnen, denn es war notwendig, bis zur Eröffnung des Museums im Dezember 1983 Erfahrungen mit Bau und dem Publikumsbetrieb zu sammeln. Die ersten sechs Experimente wurden zusammen mit Objekten der Kinetischen Kunst in den Ausstellungsräumen des Fördervereins im Hause der Urania gezeigt. Die Eröffnung dieser Ausstellung fand am 14. Dezember 1982 statt. 
Bei der Eröffnung des Museums in der Trebbiner Straße am 14. Dezember 1983 konnten bereits 40 Experimente zum Anfassen präsentiert werden. Dieser Ausstellungsbereich erhielt den Namen Versuchsfeld. Die Ausstellungsfläche betrug 400 m². Das Versuchsfeld wurde 1985 verdoppelt, sowohl die Zahl der Exponate, als auch die Ausstellungsfläche. 
Als etwa 1987 ein bis dahin für Büros von Expeditionsfirmen genutztes Verwaltungsgebäude des ehemaligen Anhalter Güterbahnhofs dem Museum angeboten wurde, entschied der Direktor wegen der guten Besucherresonanz, das Versuchsfeld dorthin zu verlagern. Das bedeutete eine Erweiterung um das Dreifache sowohl an Fläche als auch an der Zahl der Exponate. Am 14. Dezember 1990 erfolgte die Eröffnung der „Spectrum“ genannten Ausstellung.
Die Ausstellung erstreckt sich über vier Etagen auf mehr als 1400 m². Die Zahl der Experimente betrug etwa 250. Sie waren auf einfachen Tischen oder Holzaufbauten montiert. Im Vordergrund stand die Funktion des Experiments. Wegen der Erneuerung der Ausstellung aus Mitteln der Lottostiftung Berlin und des Europäischen Fonds für regionale Entwicklung (EFRE) war das Spectrum vom Anfang 2012 bis zum August 2013 geschlossen. In dieser Zeit wurde die Ausstellung modernisiert, ein neues Design eingeführt und die Anleitungen zweisprachig in Deutsch und Englisch ausgeführt.
Die Besucherzahl beträgt seit Anbeginn durchschnittlich etwa 200.000 im Jahr.
Das Spectrum hat in Berlin einen Vorläufer, den Experimentiersaal der früheren Urania, der von 1888 bis in die 1920er Jahre existierte. 

### Leiter des Spectrums
- 1982–2004: Otto Lührs
- seit 2005: Christian Neuert

## Die Bereiche
- Visuelle Wahrnehmung
- Akustik
- Mechanik
- Elektrizität
- Optik
- Spiegelsaal
- Radioaktivität
- Nachrichtentechnik usw.

## Besondere Exponate

### Foucaultsches Pendel
Im Innenbereich des denkmalgeschützten Gebäudes durchbricht ein Lichthof alle Etagen. In ihm ist ein Foucaultsches Pendel mit einer Pendellänge von 17 Metern untergebracht. Es handelt sich dabei um ein räumliches Pendel mit großer Pendellänge und Pendelmasse, mit dessen Hilfe ohne astronomische Beobachtungen am Himmel die Erdrotation nachgewiesen werden kann. Im Laufe des Tages dreht sich die Pendelebene und zeigt so die Drehung der Erde an.

### Hexenhaus
Das Exponat gehört zum Bereich der Visuellen Wahrnehmung. Man sitzt auf einer Bank in einer Hausnachbildung, die in Drehung versetzt wird.

### Nebelkammer
In der Nebelkammer zeigen sich Spuren, wie man sie von den Kondensstreifen der Flugzeuge kennt. Ursache ist die natürliche ionisierende Strahlung, die sowohl aus dem Erdreich stammen kann, als auch aus der Atmosphäre. Dabei werden die kurzen, dicken Spuren von α-Strahlen hervorgerufen, die langen, dünnen Spuren werden durch β-Strahlen erzeugt. 

### Rotografie
Dabei handelt es sich um ein Exponat der kinetischen Kunst. Auf drehende Scheiben sind in verschiedenen Anordnungen Leuchtdioden (LED) montiert. Sie werden über eine Elektronik angesteuert und erzeugen so vielfältige farbige Muster, die der Besucher selbst weitgehend über Drehknöpfe verändern kann.